# Тахтаджиєв Федір Анатолійович
Фе́дір Анато́лійович Тахтаджиєв — майор Національної поліції України, учасник російсько-української війни, який загинув у ході російського вторгнення в Україну в 2022 році.

## Життєпис
Федір Тахтаджиєв народився 16 лютого 1983 року в селі Рубіжне Вовчанського району (з 2020 року — Вовчанської міської територіальної громади Чугуївського району) на Харківщині. У 2002 році пішов на строкову службу до лав ЗСУ в м. Луганськ. Уже за рік у 2003 році розпочав роботу дільничним офіцером Артемівського районного відділу міліції в м. Луганськ. Пізніше обійняв посаду оперуповноваженого сектору кримінальної поліції відділу поліції № 1 Чугуївського районного управління поліції ГУ Нацполіції в Харківській області. Загинув 2 березня 2022 року в бою з російськими окупантами. Указом Президента України №144/2022 від 17 березня 2022 року нагороджений орденом “За мужність” ІІІ ступеня (посмертно).
20 червня 2022 року голова Харківської обласної військової адміністрації Олег Синєгубов і керівник Головного управління Національної поліції Харківської області Володимир Тимошко передали ордени "За мужність" III ступеня дружині Федора Тахтаджиєва, а також родинам загиблих майора поліції Ігора Подаруєва, старшого лейтенанта Максима Волика, старшого сержанта Богдана Тарусина та сержанта поліції Олександра Семерніна.

## Родина
У загиблого залишилася дружина, мати та донька.

## Нагороди
- орден «За мужність» III ступеня (2022, посмертно) — за особисту мужність і самовіддані дії, виявлені у захисті державного суверенітету та територіальної цілісності України, вірність військовій присязі[8].